# Coryssocnemis guatopo
Coryssocnemis guatopo là một loài nhện trong họ Pholcidae. Loài này được phát hiện ở Venezuela.